# Ion Ceban
Ion Ceban (n. 30 iunie 1980, Chișinău, RSS Moldovenească, URSS) este un om de stat și politician moldovean, primar general al municipiului Chișinău din 11 noiembrie 2019, Președinte al Partidului Mișcarea Alternativa Națională. 
A fost vicepreședinte al Parlamentului Republicii Moldova (2019), deputat în 3 legislaturi, fost Președinte al fracțiunii Partidului Socialiștilor din Consiliul Municipal Chișinău (2015-2019). A deținut diferite funcții în executiv de la șef de direcție până la viceministru, inclusiv șef al secretariatului comisiei naționale pentru integrare europeană în cadrul Guvernului Republicii Moldova.
Este declarat indezirabil pe teritoriul României și, implicit, în întreg spațiul Schengen, printr-o decizie anunțată oficial la 9 iulie 2025 de autoritățile române, care au invocat motive ce țin de securitatea națională. Interdicția este valabilă pentru o perioadă de cinci ani și a fost emisă în baza unor evaluări ale structurilor de securitate, fără a fi oferite detalii publice despre natura riscurilor identificate.

## Biografie
Ion Ceban s-a născut pe 30 iunie 1980, mun. Chișinău, Republica Moldova, în familia lui Vasile și Eugenia Ceban (consilier municipal neafiliat).

### Studii
- 1997–2002, Universitatea de Stat din Moldova, Facultatea de Matematică și Informatică, diplomă de licență;
- 2002–2003, Universitatea Tehnică din Moldova, Facultatea Calculatoare, Informatică și Microelectronică, diplomă de magistru;
- 2015–2018, Academia de Administrare Publică pe lângă președintele Federației Ruse, Specialitatea Administrare de stat și municipală, Moscova, Federația Rusă;
- 2016, 2018, Școala Națională de Administrare pe lângă prim-ministrul Republicii Franceze, stagieri, Paris, Republica Franceză;
- 2018 – prezent, Școala de Administrare din Berlin, Republica Federală Germania;
- 2019, doctorand în Administrație Publică РАНХиГС[3], Moscova, Federația Rusă.

## Activitate profesională
- 2000–2002, Primăria mun. Chișinău, DGAS, elaborare, coordonare proiecte și programe, domeniul social;
- 2002–2004, Rețeaua Informațională a Guvernului, director al departamentului proiecte, vice-director;
- 2004–2005, Aparatul Președintelui Republicii Moldova, consultant principal, domeniul politica internă;
- 2005–2008, Guvernul Republicii Moldova, Ministerul Educației și Tineretului, șef direcție programe pentru tineret, Viceministru al Educației și Tineretului;
- 2008–2009, Guvernul Republicii Moldova, șef al secretariatului comisiei naționale pentru integrare europeană;
- 2009–2011, Parlamentul Republicii Moldova, consultant, șef al cabinetului Vicepreședintelui Parlamentului;
- 2011–2014 și 2014–2015, Parlamentul Republicii Moldova, Deputat în Parlament (legislatura a VIII-a și IX-a), inclusiv vicepreședinte al Comisiei cultură, educație, cercetare, tineret, sport și mass-media. În septembrie 2012 a anunțat, într-o conferință de presă, că părăsește PCRM pentru a adera la proiectul politic lansat cu câteva luni mai devreme de foștii săi colegi, Igor Dodon și Zinaida Greceanîi, PSRM. El a negat atunci că ar fi fost șantajat pentru a pleca din PCRM. La scurt timp, a fost numit secretar pentru ideologie al PSRM. În urma alegerilor din noiembrie 2014, devine deputat pe listele PSRM;[4][5]
- 2015–2019, Consiliul municipal Chișinău. Președinte al fracțiunii PSRM în Consiliul municipal. A renunțat la mandatul de deputat în iunie 2015, la scurt timp după ce a ajuns, tot pe listele PSRM, consilier municipal în Chișinău;
- 2016–2018, Consilier Prezidențial pe politica internă, secretar, purtător de cuvânt al Președintelui Republicii Moldova;
- Mai-iunie 2018, candidat al Partidului Socialiștilor la primăria Chișinău. A câștigat primul tur al alegerilor din 20 mai, cu 40,98% din voturi, confirmând sondajele de opinie dar le-a infirmat ulterior, pierzând turul de balotaj din 3 iunie;[6]
- 24 februarie 2019 – 13 noiembrie 2019, deputat ales pe listele PSRM;
- 8 iunie 2019 – 13 noiembrie 2019, Vicepreședintele Parlamentului Republicii Moldova;
- 2 septembrie 2019, înregistrarea în calitate de concurent electoral la alegerile locale din 20 octombrie, pentru funcția de primar al Chișinăului din partea PSRM.[7][8]
- 11 noiembrie 2019 – prezent, Primar general al municipiului Chișinău.

## Viață personală
Ion Ceban este căsătorit cu Tatiana Țaulean. Are trei copii: Ilinca, Vasile și Marc. Potrivit CV-ului său vorbește limbile română (pe care o identifică drept moldovenească), rusă, engleză și franceză.

### Presupusul atentat
Ion Ceban, a menționat că, în primăvara 2019, a fost atacat în timp ce se plimba cu soția și copiii când cineva ar fi tras dintr-o pușcă în direcția lor, „Glonțul a trecut printre mine și soția mea, în timp ce țineam copiii de mâini”. 

### Interdicția în România și Spațiul Schengen
Ion Ceban, a fost declarat indezirabil pe teritoriul României și, implicit, în întreg spațiul Schengen, printr-o decizie anunțată oficial la 9 iulie 2025 de autoritățile române, care au invocat motive ce țin de securitatea națională. Interdicția este valabilă pentru o perioadă de cinci ani și a fost emisă în baza unor evaluări ale structurilor de securitate, fără a fi oferite detalii publice despre natura riscurilor identificate. Ceban a reacționat acuzând o presupusă „răfuială politică” orchestrată de guvernarea de la Chișinău, pe care o consideră responsabilă de presiuni asupra sa înaintea alegerilor parlamentare din toamnă. În trecut, Ion Ceban a fost afiliat partidelor de stânga pro-ruse (PCRM, PSRM), dar începând cu 2022 a adoptat o retorică declarativ pro-europeană, fondând Mișcarea Alternativă Națională (MAN), despre care unele surse occidentale au sugerat că ar fi beneficiat indirect de sprijinul Federației Ruse, inclusiv prin structuri precum FSB. Interdicția impusă de România a generat reacții polarizate în Republica Moldova, unii considerând-o un act necesar de protecție regională, iar alții o decizie cu conotații electorale.